# Kania (powiat koszaliński)
Kania – osada w Polsce położona w województwie zachodniopomorskim, w powiecie koszalińskim, w gminie Polanów, przy trasie drogi wojewódzkiej nr 205. Miejscowość wchodzi w skład sołectwa Wietrzno.
W latach 1975–1998 miejscowość administracyjnie należała do województwa koszalińskiego.